# Im Bann der dunklen Mächte
Im Bann der dunklen Mächte ist ein US-amerikanischer Horrorfilm von Stuart Gillard aus dem Jahre 2006.

## Handlung
Die beiden Zwillinge Sarah und Lindsay Goodwin beginnen gemeinsam ihr Studium und erhalten Einladungen für die exklusiven Sororities (dt. Studentinnenverbindungen) Alpha Ny Gamma und Pi Epsilon Delta. Die beiden rivalisierenden Verbindungen sind vor allem an Sarah interessiert, die sie für die Auserwählte halten. Das Blut der Auserwählten nährt das Ewige Feuer. Während der Handlung stellt sich heraus, dass die Mutter von Sarah und Lindsay zur Verbindung Alpha Ny Gamma gehört und ihre leibliche Mutter getötet hat. Lindsay wird durch den Dolch der Wahrheit verletzt und ist damit als Auserwählte identifiziert – da der Dolch der Wahrheit nur die Auserwählte verletzen kann. Da Trina Goodwin in den 18 Jahren die Auserwählte identifizieren sollte, wird sie von Corinne der Präsidentin von Alpha Nü liquidiert.
Lindsay entscheidet sich für Alpha Ny und Sarah für Pi Epsilon Delta Sarah greift mit ihren Verbindungsschwestern das Haus der Alpha Ny Gamma an, um die Opferung ihrer Schwester zu verhindern.
Der Film endet mit Wegschließen des Dolches der Wahrheit und die Pi Epsilon Delta ziehen aus, um die restlichen Alpha Ny Gammas zu finden; abschließend geht Ezme mit einem Rest des Ewigen Feuers.

## Sonstiges
Der Filmstart des Fernsehfilms (ABC Family) war in den USA der 22. Oktober 2006, Filmpremiere in Deutschland war am 4. August 2008.